# Pierre Moscovici
Pierre Moscovici, född 16 september 1957 i Paris, är en fransk socialistisk politiker. Han var ledamot av Europeiska kommissionen och ansvarar för ekonomiska och finansiella frågor, beskattning och tullar i kommissionen Juncker 2014-2019. Han var finansminister 16 maj 2012-31 mars 2014 i regeringen Ayrault under president François Hollande.
Moscovici var medlem i kommunistpartiet Ligue communiste révolutionnaire, men anslöt sig 1984 till Socialistiska partiet. Han var ledamot av Europaparlamentet 1994-1997 och vice talman 2004-2007 samt av ledamot av Nationalförsamlingen 1997 och 2007-2012, invald för departementet Doubs. Han avgick från sina förtroendeuppdrag för att vara Europaminister i Lionel Jospins regering 1997-2002 och finansminister i regeringen Ayrault 2012-2014. Han har även varit politiskt aktiv på lokal och regional nivå. Under presidentvalet 2012 var Moscovici kampanjchef för François Hollande.
Moscovici växte upp i en intellektuell familj i Paris. Hans mor är en psykoanalytiker av polsk-judisk härkomst och fadern, Serge Moscovici, är en inflytelserik socialpsykolog av rumänsk-judisk härkomst. Han studerade vid Institut d'études politiques de Paris och senare vid École nationale d'administration (ENA) där han bland annat hade Dominique Strauss-Kahn som lärare.